# Convento di Santa Maria ad Nives di Palazzolo
(Alberto Crielesi, Santa Maria ad Nives di Palazzolo, p. 9.)
La chiesa di Santa Maria ad Nives di Palazzolo (anche denominata di Palazzola) è un luogo di culto cattolico situato nel comune di Rocca di Papa, in provincia di Roma, nella diocesi suburbicaria di Frascati. Accanto alla chiesa sorge l'ex-convento dei frati minori osservanti.
Il convento, esistente già nell'XI secolo, sorge in un luogo pittoresco a strapiombo sul lago Albano: tra alterne vicende raggiunse il periodo di massimo splendore attorno alla metà del Settecento, con gli interventi architettonici promossi dal vescovo José Maria Ribeiro da Fonseca de Évora. Il convento fu un protettorato del regno del Portogallo dal 1870 al 1910, finché nel 1915 fu alienato a privati. Dal 1920 ospita un soggiorno estivo per i seminaristi del Venerable English College.

## Storia
Il toponimo "Palazzolo" o "Palazzola" (quest'ultimo più recente) è legato alla suggestiva convinzione partorita dalla mente di qualche uomo medioevale che i resti del mausoleo rupestre di un console romano situati sulla parete rocciosa presso il convento fossero appartenuti ad un palazzo consolare situato lungo la via Sacra che conduceva dalla via Appia Antica presso Ariccia alla cima di Monte Cavo, sede del tempio di Giove Laziale.
In alternativa, la denominazione medioevale "de Palazzo", "Palatiolis" e "Palatiolus" si riferirebbe all'esistenza di una villa suburbana romana nel luogo dell'attuale convento.

### L'età antica
I Colli Albani furono soggetti tra i 600.000 ed i 20.000 anni fa circa all'attività vulcanica del Vulcano Laziale, che ha generato l'attuale scenario ambientale in cui si trova il convento: ai piedi di Monte Cavo (949 m s.l.m.), antico cratere vulcanico secondario del Vulcano Laziale, sovrasta il lago Albano, un lago vulcanico che riempie quello che fu anch'esso un cratere vulcanico.
Molto probabilmente fu questo il sito della leggendaria città di Alba Longa, che secondo il racconto di Dionigi di Alicarnasso sarebbe stata fondata dal figlio di Enea, Ascanio, trent'anni dopo la fondazione di Lavinium, "vicino ad una montagna e ad un lago, occupando lo spazio tra i due". Questa descrizione data dall'autorevole storiografo ha fatto sospettare molti studiosi che il sito dell'antica città fosse collocato sul lato meridionale del lago, tra il Colle dei Cappuccini in comune di Albano Laziale ed il convento di Palazzolo: benché altri autorevoli studiosi abbiano opinato per altri siti, come il lato orientale del lago Albano incluso tra le località di Costa Caselle presso Marino e di Pozzo Carpino in comune di Grottaferrata, o il lato occidentale del lago, nel luogo dell'attuale centro storico di Castel Gandolfo, attualmente l'ipotesi più probabile appare la prima, tanto che sulla Carta d'Italia redatta dall'Istituto Geografico Militare il toponimo di Alba Longa è affiancato a quello di Palazzolo.
Successivamente alla distruzione di Alba, datata convenzionalmente al 673 a.C. e comunque collocabile nel VI secolo a.C., i Colli Albani non persero un carattere di sacralità legato alle origini di Roma: per Palazzolo transitava la "Via Sacra" che raggiungeva il tempio di Giove Laziale situato sulla sommità di Monte Cavo collegandosi con la via Appia Antica presso l'attuale Ariccia. Lungo questa strada si trova un caratteristico sepolcro rupestre scavato nel peperino per circa 40 metri di larghezza. La cella interna è grande 2.60 metri per 2.26, ed i bassorilievi raffigurano un trionfo: i fasci littori qui raffigurati vennero utilizzati dall'archeologo Giacomo Boni come modello per i fasci utilizzati come simbolo dal Partito Nazionale Fascista. L'attribuzione del sepolcro è incerta, comunque c'è chi ha pensato potesse appartenere a qualcuno dei Cornelii Scipiones.

### Dall'alto Medioevo al Trecento

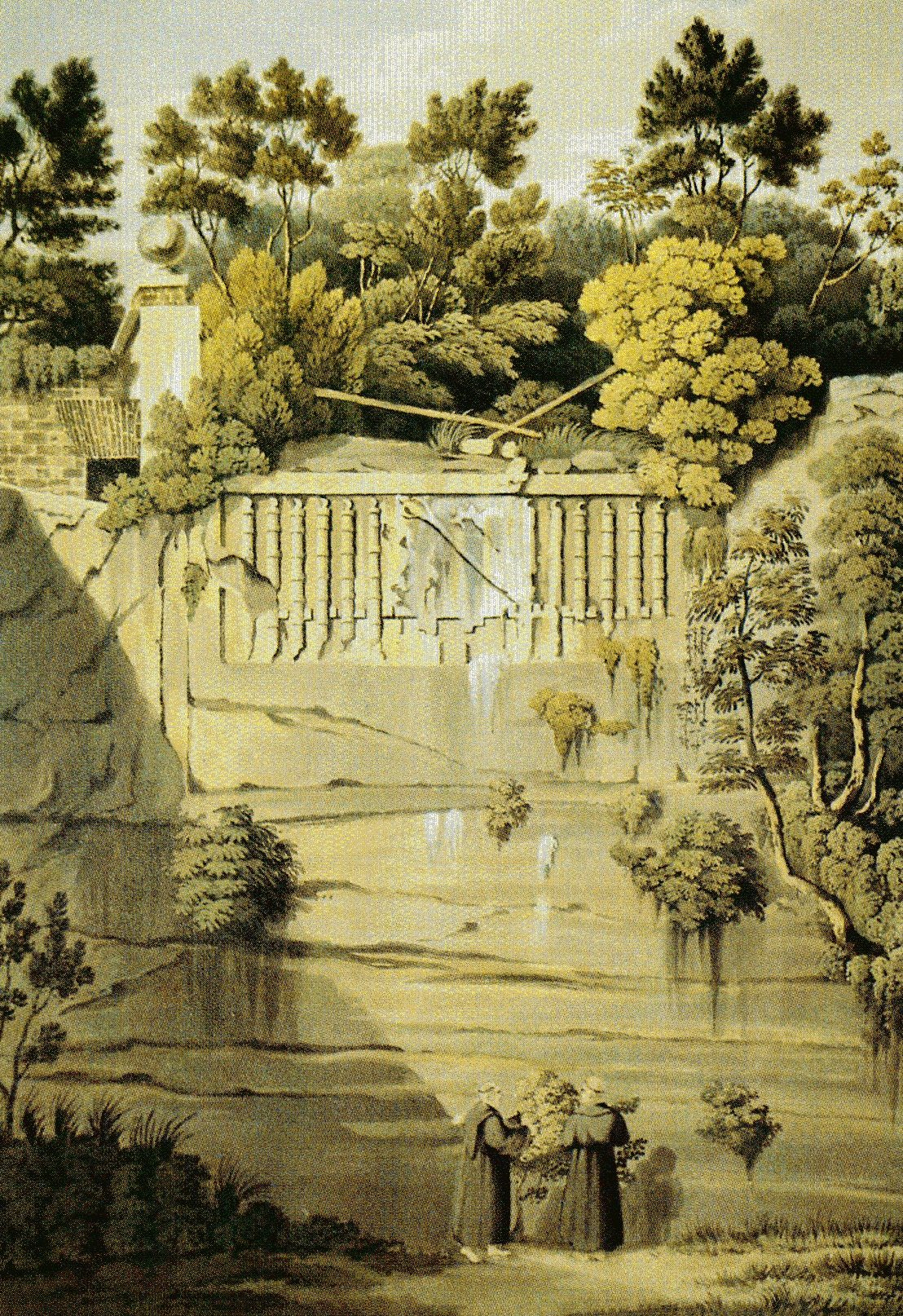
Il sepolcro rupestre di Palazzolo in una litografia di J. J. Middleton (1812).

La prima citazione riguardante l'esistenza di una sorta di eremo a Palazzolo sarebbe datata al 1050, od al più tardi al 1109. All'epoca di papa Innocenzo III (1198-1216) la chiesa apparteneva ai monaci cluniacensi della basilica di San Saba a Roma, e solo nel 1204 venne concessa ad una comunità di eremiti. Papa Onorio III nel 1220 obbligò questa comunità ad entrare nell'Ordine di Sant'Agostino, onde evitare l'eccessiva moltiplicazioni di ordini religiosi spesso sconfinanti nell'eresia.
Infine, papa Gregorio IX con la bolla pontificia del 13 agosto 1237 decretò l'unione degli eremiti di Palazzolo con i monaci cisterciensi dell'abbazia delle Tre Fontane a Roma: in questo senso si era impegnato anche il cardinale Stefano de' Normanni, parente della feudataria di Marino Giacoma de Settesoli. I monaci cisterciensi, in considerazione della pessima posizione geografica e climatica in cui si trovava l'abbazia delle Tre Fontane, situata al centro di una vallata malarica lungo la via Laurentina, ottennero fin dal 1225 la possibilità di trasferirsi in estate nel loro più salubre feudo di Nemi (possesso cisterciense dal 1153) e presso il convento di Palazzolo.
L'importanza del convento crebbe, come testimoniano i lavori di restauro portati avanti dal 1237 al 1244, a tal punto che venne riconosciuto abbazia indipendente dall'abbazia delle Tre Fontane con la bolla pontificia del 19 gennaio 1244 di papa Innocenzo IV: nel 1269 le proprietà fondiarie dell'abbazia si estendevano a tutto il versante meridionale del lago Albano ed in alcuni terreni a Marino, Albano Laziale e Tivoli.
Nel 1310 tuttavia i religiosi di Palazzolo erano così indebitati che dovettero vendere i fondi situati in territorio di Albano alle monache agostiniane del santuario di Santa Maria della Rotonda di Albano: negli anni precedenti infatti la gestione economica dell'abbazia era stata pessima, al punto che si dovettero vendere gli arredi sacri ed i paramenti liturgici per far fronte agli ingenti debiti accumulati. Durante il periodo della cattività avignonese (1309-1377) l'abbazia decadde e venne istituita in commenda fino a quando papa Bonifacio IX con bolla del 21 ottobre 1391 non unì il convento ormai abbandonato dai monaci, scandalizzati dalla condotta del loro abate commendatario Tommaso Pierleoni, all'abbazia di Santa Croce in Gerusalemme in Roma, retta dai monaci certosini. Anche i certosini utilizzarono Palazzolo come luogo di villeggiatura nel periodo estivo.

### Dal Quattrocento al Settecento

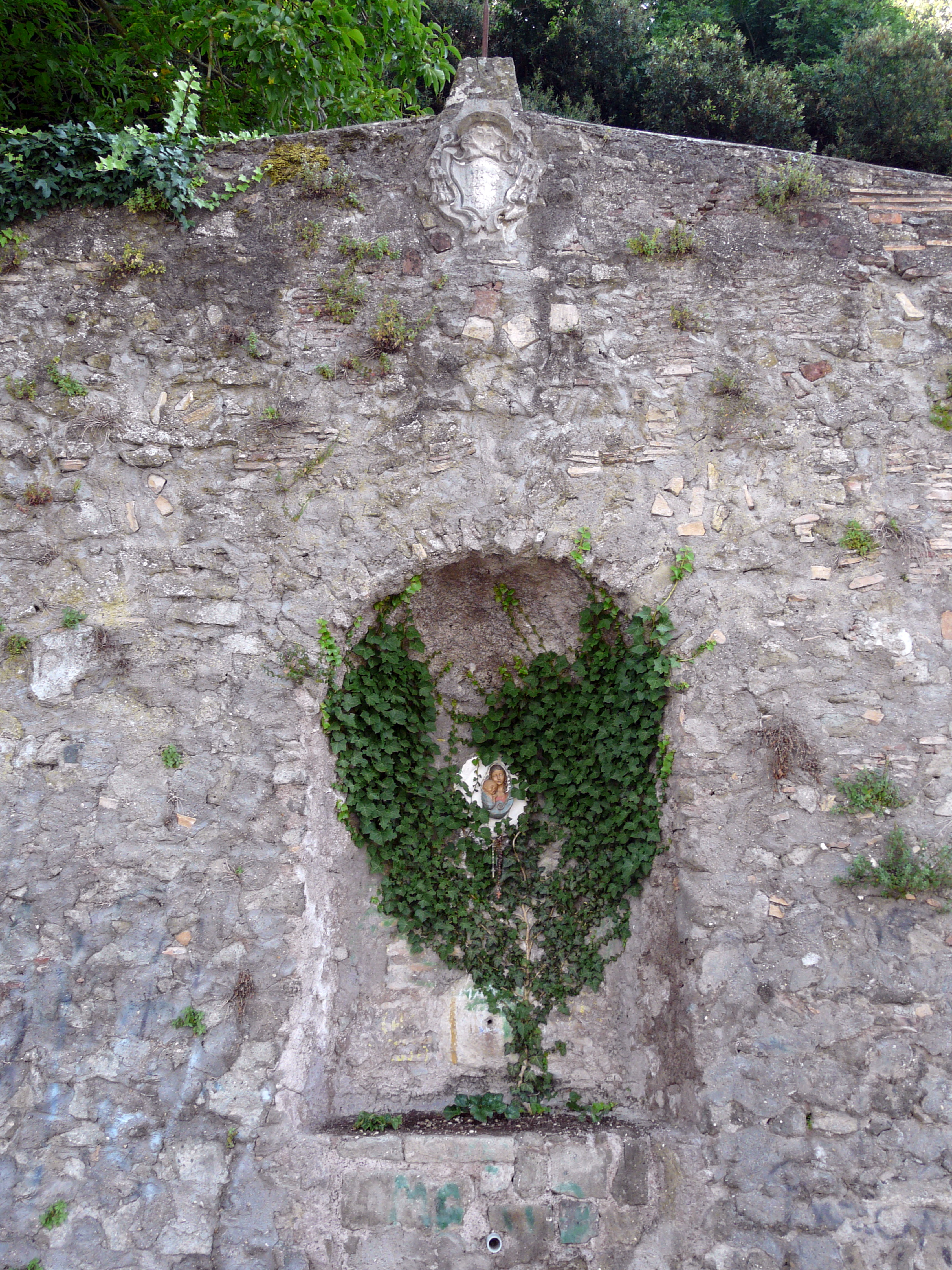
La nicchietta nel piazzale, realizzata attorno al 1662 su commissione di papa Alessandro VII: in alto si noti lo stemma dei Chigi.

I certosini donarono il convento con tutte le sue pertinenze ai frati minori osservanti nel 1449, riservandosi però il diritto di villeggiatura estiva e la proprietà del castagneto e della vigna. Questa comproprietà ben presto causò alcuni problemi, risolti da papa Innocenzo VIII con bolla del 23 marzo 1489: nonostante avessero ragione i certosini, la proprietà del convento restava ai minori osservanti (probabilmente per usucapione).
I minori osservanti così abitarono il convento per tutto il Cinquecento, e nel 1626 lo cedettero ai frati minori riformati, salvo riacquistarlo nel 1640. Nel frattempo, papa Urbano VIII con beneplacito apostolico del 7 agosto 1629 concesse al cardinale Girolamo Colonna un terreno soprastante il convento, dove questi si fece costruire la cosiddetta "villa del Cardinale", su progetto probabilmente dell'architetto Antonio Del Grande, impegnato per la famiglia Colonna nei cantieri di Palazzo Colonna a Roma, della basilica di San Barnaba a Marino, della chiesa di Santa Maria Assunta a Rocca di Papa e della "villa della Sirena" a Frattocchie.
Papa Alessandro VII nel 1662 volle la ricostruzione della strada che da Castel Gandolfo raggiunge Palazzolo costeggiando a sud il cratere del lago Albano, chiamata allora "via Alessandrina". Il progetto della strada fu affidato al frate minore osservante Giorgio Marziale: questo architetto era già aiutante di Gian Lorenzo Bernini come direttore dei lavori presso le fabbriche commissionategli da Alessandro VII ai Castelli Romani (la collegiata pontificia di San Tommaso da Villanova a Castel Gandolfo, la collegiata di Santa Maria Assunta ed il santuario di Santa Maria di Galloro ad Ariccia). Nel progetto furono previste delle piazzole di sosta panoramiche con sedili in peperino, oltre a numerosi interventi presso il convento e la chiesa di Palazzolo, tra cui la nicchietta del piazzale.
Grandi operazioni di restauro furono incominciate nel convento e nella chiesa nel 1735, per iniziativa del cardinale portoghese Josè Maria de Fonseca de Evora, che voleva fare di Palazzolo la sede dell'ambasciata portoghese presso la Santa Sede: i lavori furono seguiti dall'architetto Gian Domenico Navone, operativo in quello stesso periodo anche presso il palazzo Sforza-Cesarini di Genzano di Roma.
Tra le realizzazioni di questo periodo, il giardino pensile, la sala di San Diego, appartamenti e locali sufficienti per l'accoglienza di "sessanta forestieri", il chiostro, il refettorio, la biblioteca oltre al totale rifacimento barocco della chiesa e della sacrestia. Alla fine dei lavori, nel 1738, le spese totali ammontavano a 79.447 scudi pontifici, spese accollate dal cardinale de Fonseca.

### Dall'Ottocento al Duemila

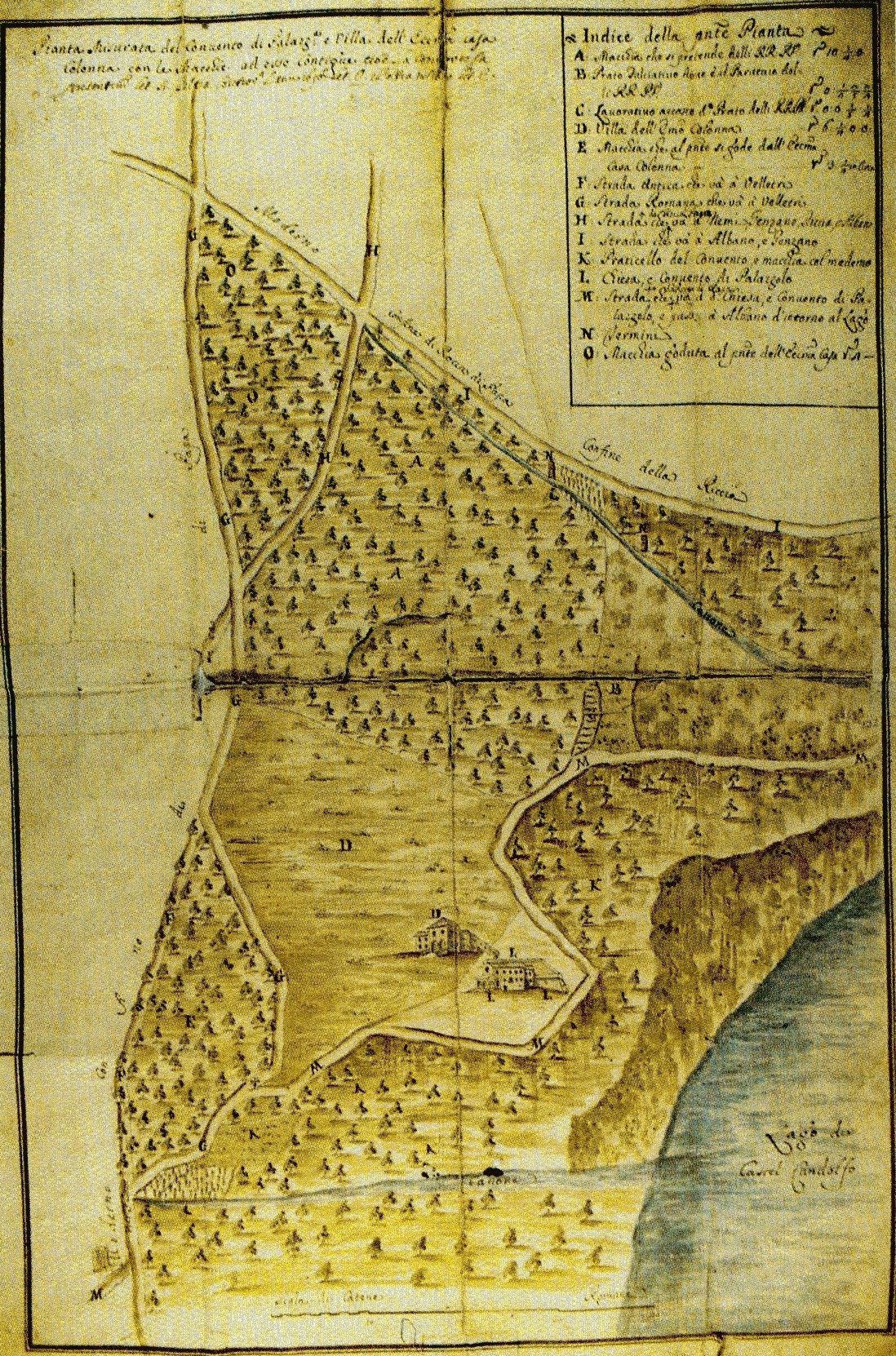
"Pianta misurata del Convento di Palazz.la e Villa della Ecc.ma Casa Colonna con le Macchie ad esse contigue", mappa anonima del 1727 conservata nell'archivio centrale dei frati minori osservanti presso la chiesa di San Francesco a Ripa a Roma: si notano il convento, la villa del Cardinale e le proprietà attinenti.

Il convento subì una prima chiusura durante la parentesi rivoluzionaria della Repubblica Romana (1798-1799), ma una seconda più lunga durante il periodo dell'occupazione napoleonica del Lazio (1807-1814). Il 22 giugno 1810 infatti venne decretata la chiusura del convento e la confisca di tutti i beni inventariati: nel frattempo, il demanio provvide a svendere gran parte dell'arredo conventuale, tra cui l'orologio del campanile, svenduto alla Comunità di Rocca di Papa, le campane della chiesa, acquistate dalla Comunità di Marino, e soprattutto il pregiato organo settecentesco, comprato per 80 scudi da alcuni mercanti ebrei e ricomprato dalla Comunità di Genzano di Roma che lo collocò nella collegiata della Santissima Trinità.
I frati minori osservanti rientrarono nel loro convento dopo la Restaurazione, ma dopo la presa di Roma del 20 settembre 1870 e l'annessione al Regno d'Italia rischiarono di andare nuovamente soggetti a chiusura in forza della legge italiana eversiva delle proprietà ecclesiastiche: ma la risposta dei frati al decreto di confisca del 29 giugno 1873 fu un appello al Regno del Portogallo perché prendesse in protezione il convento, cosa che puntualmente accadde: il 7 giugno 1880 venne ratificato un accordo per cui l'Italia cedeva al Portogallo il convento e le sue attinenze, le grotte ed il mausoleo rupestre, in cambio del convento di Santa Maria in Ara Coeli, che ospitava la seconda biblioteca più grande di Roma, fondata dal vescovo Fonseca de Évora.
Il convento allora venne adibito a residenza dell'ambasciatore portoghese (1896) ed a luogo di villeggiatura per gli allievi dell'istituto di Sant'Antonio dei Portoghesi (1903). Con l'instaurazione della repubblica in Portogallo (5 ottobre 1910) e l'eversione delle proprietà ecclesiastiche i frati vennero definitivamente scacciati dal convento, che venne spogliato delle principali opere d'arte prima di essere affittato nel 1912 all'avvocato palermitano Giuseppe Marchesano. Solo il 14 ottobre 1915 venne ratificata la vendita del convento con le sue attinenze e dipendenze per 63.000 lire italiane al professor Arnaldi, che ricavò nell'edificio una "casa di cura e profilassi". L'Arnaldi a sua volta rivendette il tutto per 260.000 lire il 6 aprile 1920 al Venerable English College, che destinò i locali a soggiorno estivo degli allievi del collegio.
I lavori di restauro al complesso incominciarono nel 1929, con lo scopo di riportare la chiesa al suo aspetto originario cistercense smantellando le sovrastrutture settecentesche: diverse opere d'arte sopravvissute alle peripezie del tempo furono trasportate a Roma tra il 1936 ed il 1937, presso la chiesa di Sant'Antonio in Campo Marzio (segnatamente, una Madonna col Bambino in trono di Antoniazzo Romano ed i ritratti settecenteschi dei cardinali Pedro e Josè Maria de Fonseca de Evora). I restauri furono completati dopo la seconda guerra mondiale.
A partire dagli anni novanta si è iniziato a parlare di satanismo e messe nere che si svolgerebbero nelle grotte prossime al complesso monastico ed in alcune lussuose ville della zona: alcune tracce furono rinvenute nel 1994, e lo svolgimento di messe nere d'alto bordo a pagamento (anche a prezzo cinque milioni di lire italiane) in una villa della zona fu rivelato in un articolo de "Il Messaggero" del 1995. Del fenomeno, ristretto a "gente co' i soldi", si occupò a suo tempo anche il "Corriere della Sera", dopo alcuni episodi di cronaca nera avvenuti a Frattocchie, Tuscolo, Albano Laziale, Frascati e Nemi.

## Descrizione

### La chiesa

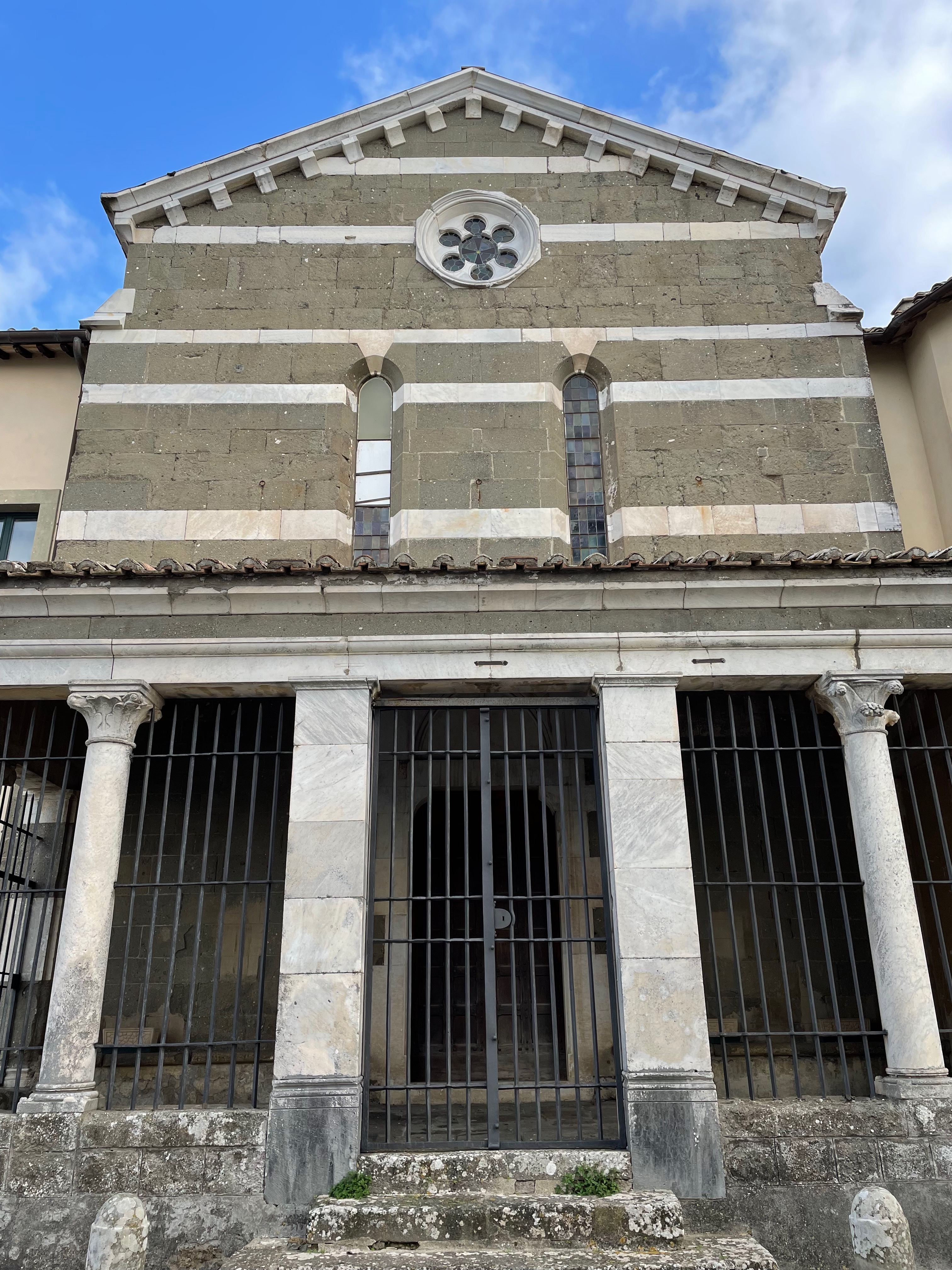
La facciata della chiesa.

#### Il portico d'ingresso e la facciata
Il portico d'ingresso della chiesa è realizzato secondo l'uso cisterciense, con colonne antiche e capitelli di spoglio, in questo caso tutti di ordine ionico: ricorda i portici d'ingresso della chiesa di San Giorgio in Velabro e dell'abbazia delle Tre Fontane a Roma, poiché è anch'esso databile alla prima metà del Duecento. Il portico si presenta con cinque aperture, di cui la centrale rappresenta l'ingresso. Sopra al portico, la severa facciata a capanna è adornata solo da un rosone gotico e da due monofore simmetricamente disposte ai lati dell'asse principale verticale.
L'aspetto del portico fu modificato durante gli interventi commissionati dal cardinale Fonseca nel 1735-1738: sopra al portico furono infatti realizzate due stanzette per la cantoria e l'organo, intervento che comportò il tamponamento del rosone e delle monofore: inoltre, ai lati del portico furono innalzati due campanili gemelli, uno dotato di tre campane e l'altro dell'orologio. La sommità dei campanili era rivestita in piombo ed era abbellita con cuspidi arzigogolate di matrice borrominiana, il tutto saccheggiato dai francesi nel 1806 quando si dovettero riparare i campanili dopo una scossa di terremoto.
L'aspetto originario fu restituito al portico ed alla facciata solo dopo i restauri novecenteschi, che aggiunsero anche la scansione a fasce alterne di marmo di Carrara e peperino, estranea all'architettura originaria e giudicata da alcuni esperti discutibile.

#### La navata

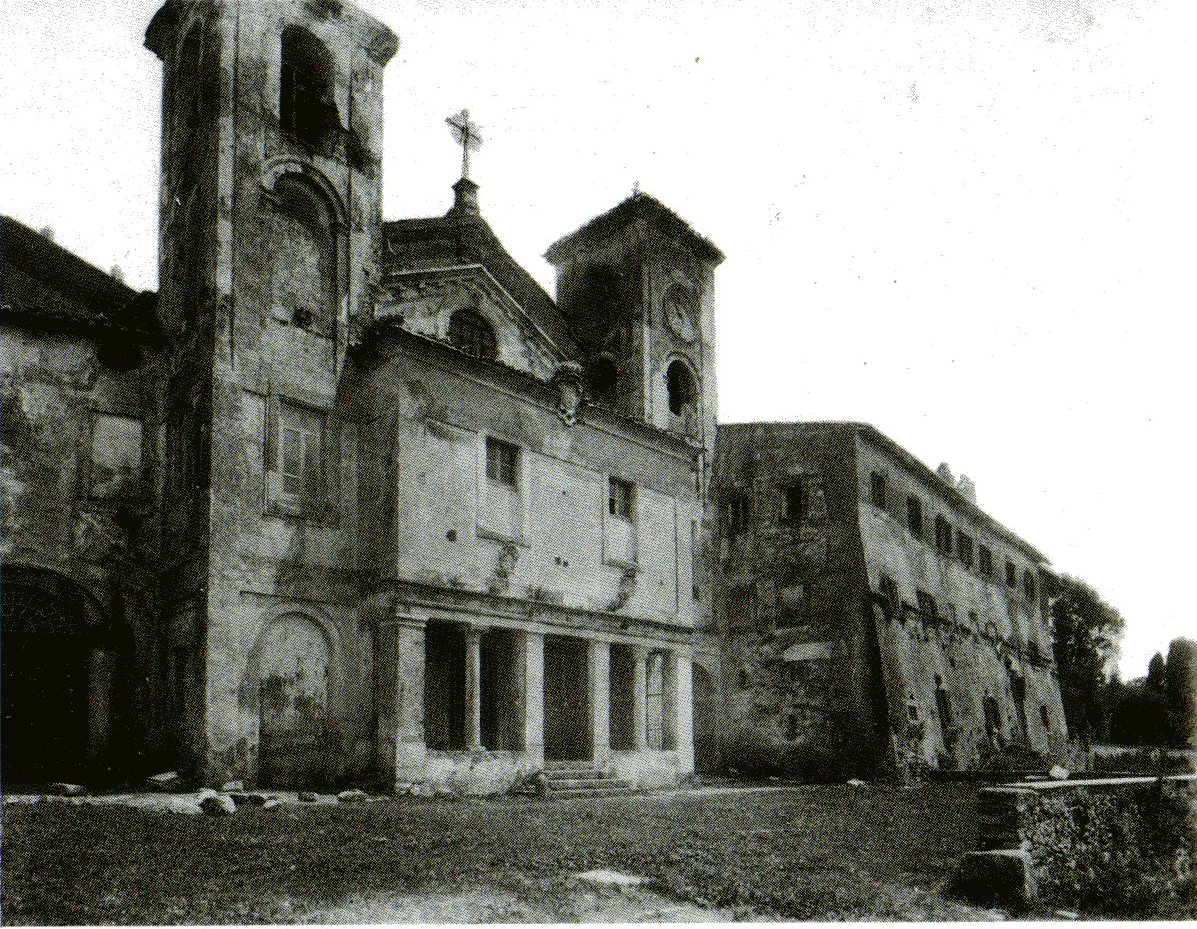
La facciata della chiesa (1915-1919).

L'interno della chiesa è formato da una sola navata, coperta da volta a crociera cinghiata, richiama l'interno della Certosa di Trisulti: anticamente vi si trovavano due altari laterali, che all'inizio del Settecento risultavano dedicati alla Madonna ed a san Giacomo della Marca, quest'ultimo cofondatore dei frati minori osservanti assieme a san Bernardino da Siena. L'illuminazione è garantita attraverso due grandi monofore laterali.
Durante i lavori del 1735-1738 vennero rifatti il pavimento, "con mattoni quadri e riquadrature di faja di marmo", l'intonaco, l'altare maggiore ed i due altari laterali dedicati uno a san Giuseppe e l'altro ai santissimi Anna e Gioacchino: entrambi erano decorati con "pilastri, capitelli a stucco e frontone a timpano" che incorniciavano due dipinti di Agostino Masucci. I restauri novecenteschi hanno portato all'eliminazione degli altari laterali e degli interventi fonsechiani ed al ripristino delle essenziali linee cisterciensi, segnate dall'alternanza dell'intonaco bianco e del peperino grigio.
Fino all'epoca dei numerosi passaggi di proprietà del complesso all'inizio del Novecento esistevano presso l'ingresso della chiesa due acquasantiere in marmo di Carrara con lo stemma della famiglia Colonna, alcuni affreschi settecenteschi ed una croce di bronzo appartenente alla "porta santa" della basilica di San Giovanni in Laterano a Roma, tolta e portata a Palazzolo per volere del cardinale Girolamo Colonna che aprì la porta durante il Giubileo del 1675: un'altra croce simile si conserva anche nella basilica di San Barnaba a Marino.

#### Il presbiterio ed il coro

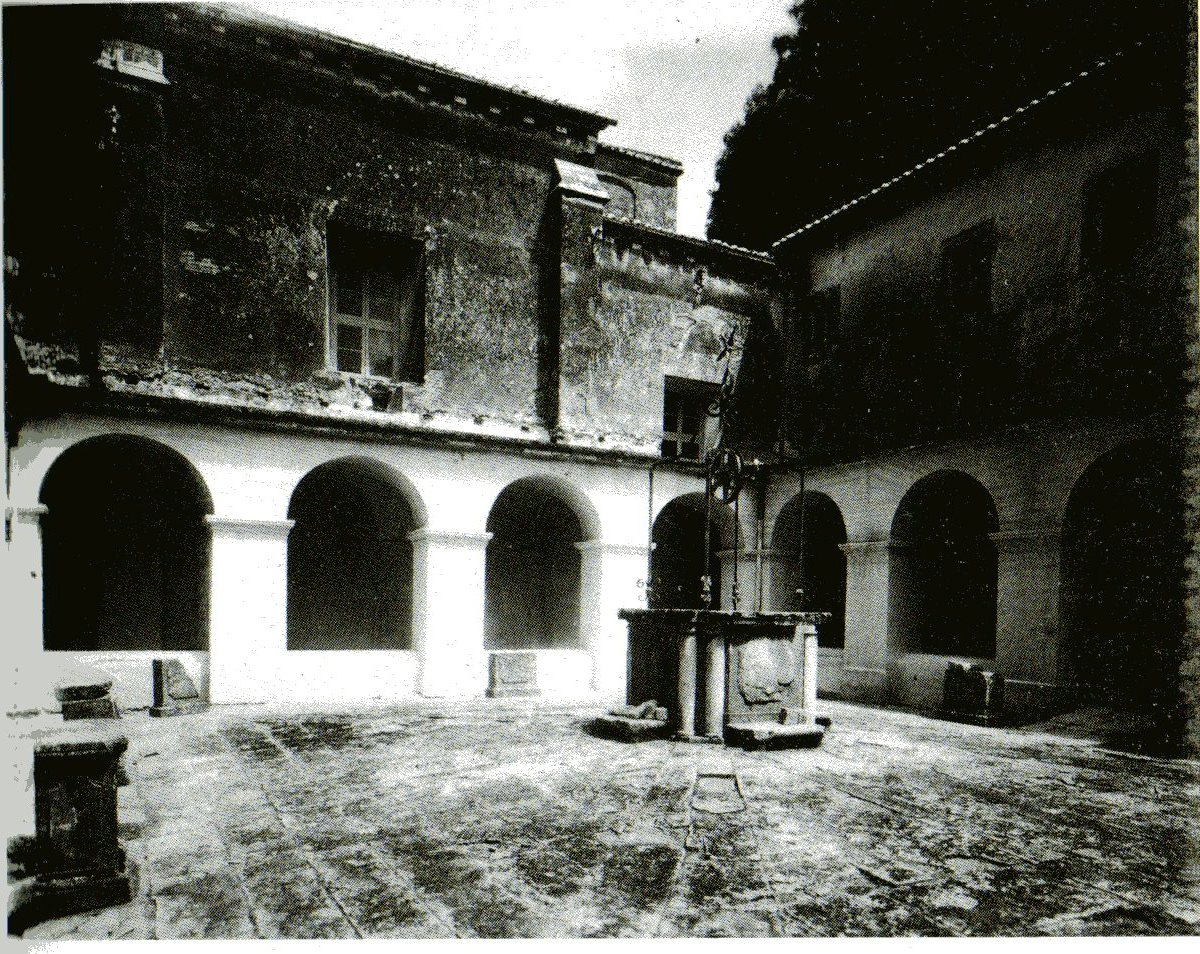
Il chiostro del convento (1915-1919): da notare gli archi a tutto sesto, che nel Settecento sostituirono le colonnine binate originarie.

Il presbiterio fu sopraelevato di due gradini rispetto al pavimento della navata durante gli interventi settecenteschi: nello stesso periodo, furono realizzati gli stipiti e gli architravi a timpano delle due porte che si aprono sia a sinistra che a destra, sopra le quali furono collocati due busti raffiguranti san Francesco d'Assisi e sant'Antonio di Padova. Al centro del presbiterio furono collocati l'altare maggiore ed il ciborio, mentre a ridosso della parete di fondo fu eretto un secondo altare sopra al quale venne collocata una tavola raffigurante una Madonna col Bambino in trono attribuita ad Antoniazzo Romano o alla sua bottega. La tavola era incorniciata da una caratteristica cornice barocca di stucco contornata da teste di angeli.
Tutto ciò fu smantellato dai restauri novecenteschi, mentre la tavola antoniazzesca fu trasportata presso la chiesa di Sant'Antonio in Campo Marzio a Roma. Oggi il presbiterio è adornato da un polittico moderno: nella parte alta della parete di fondo è stato portato in luce un affresco databile al XII o al XIII secolo raffigurante una Madonna con Bambino in trono tra due Pietà, anh'esso di scuola antoniazzesca. Il presbiterio è illuminato da tre monofore, una per parete: il lato dell'altare rivolto verso la navata è abbellito da una lunetta marmorea raffigurante l'"Agnello Mistico".
Nel Cinquecento nel coro furono sepolti alcuni esponenti della famiglia Colonna: in particolare, Agnese di Montefeltro, figlia di Federico III da Montefeltro, moglie Fabrizio I Colonna e madre di Vittoria ed Ascanio I Colonna, che morì nel 1523 pare esprimendo la volontà di essere sepolta a Marino, nella chiesa di San Giovanni, volontà evidentemente disattesa dai figli che la vollero seppellire assieme al suo figlio primogenito, Federico, morto precocemente alla tenera età di diciannove anni dopo una pur folgorante carriera militare.

#### La sagrestia ed il vano preparatorio
La sagrestia è collocata sulla sinistra del presbiterio, ed è composta da due locali: uno è la sagrestia vera e propria, l'altro un vano preparatorio. L'origine cisterciense della struttura è chiaramente denunciata dalle volte a crociera cinghiate che la coprono: in questa parte si sono salvati gli interventi settecenteschi, eliminati dal resto del complesso nel corso dei restauri novecenteschi.
Questi locali rappresentavano un tempo il piano terra del campanile originario dell'edificio, probabilmente demolito nel Settecento con la realizzazione dei due campanili gemelli adiacenti al portico d'ingresso (oggi anch'essi demoliti): questa ipotesi è stata formulata da Alberto Crielesi osservando la veste muraria in "opus quadratum" dei locali. All'ininizio del Novecento, nel periodo in cui il convento fu adibito a casa di cura, il vano preparatorio fu adibito a cappella.

### Il convento

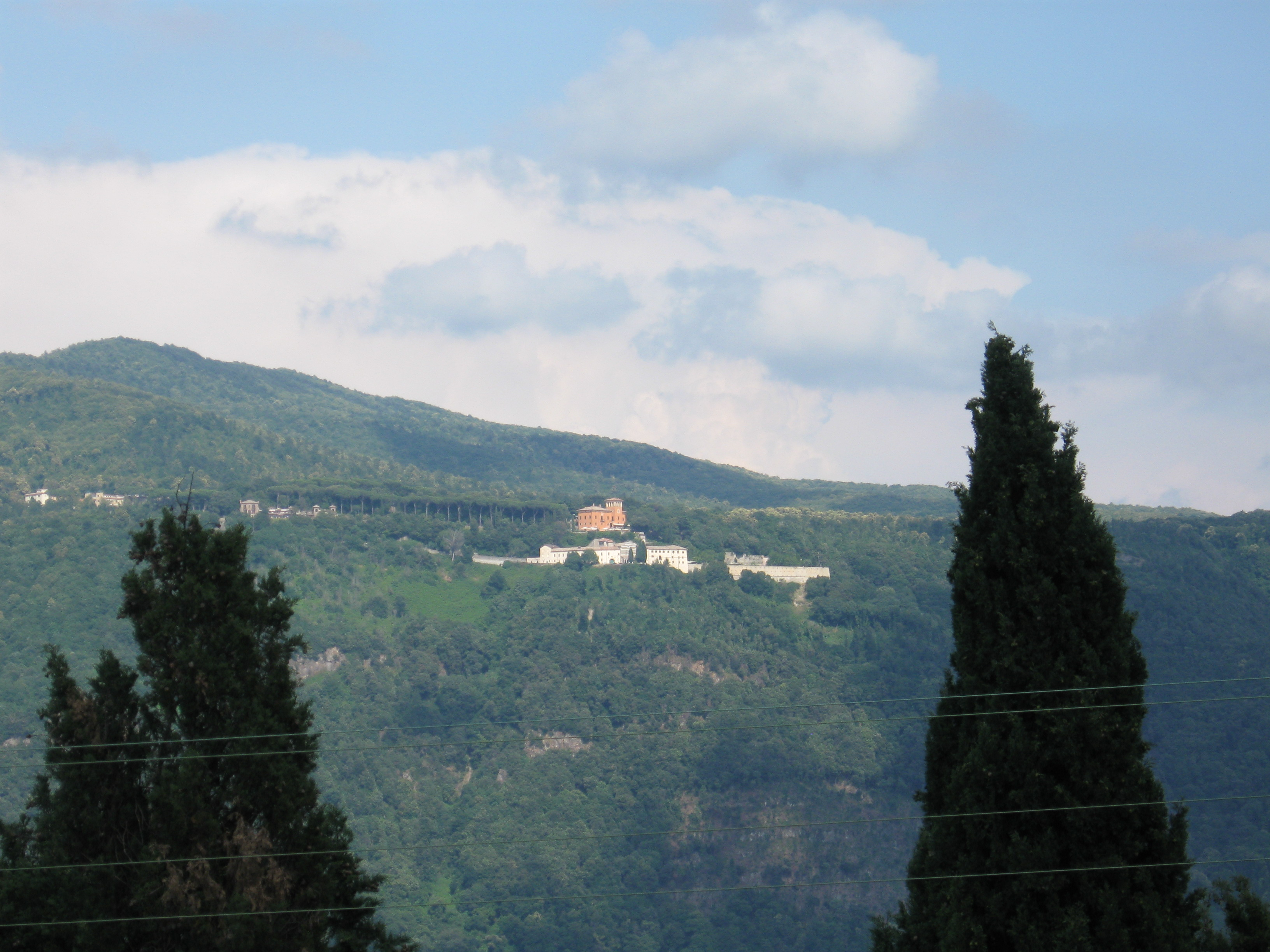
Il convento visto da Castel Gandolfo.

La pianta e la disposizione del convento ricalca quella di tutti i conventi cisterciensi dell'epoca: si trova alla destra della chiesa, e fu sopraelevato di un piano verso ovest (con vista sul lago Albano) probabilmente nel Settecento.
Il chiostro era originariamente realizzato a colonnine binate, ma durante gli interventi fonsechiani esse furono rimosse e sostituite da archi a tutto sesto, aspetto che è rimasto ancora oggi. Le vecchie colonnine sopravvissero nel giardino del convento fino al 1810: poi sparirono.
Gli interventi settecenteschi consisterono nel sistemare l'edificio perché potesse accogliere una sessantina di forestieri, e nel realizzare alcuni "comfort" come la "stanza del bigliardo", il refettorio provvisto di scanni in noce e di un quadro raffigurante le Nozze di Cana, una piccola biblioteca, un casino appartato e due appartamenti d'onore, e soprattutto la grande sala di San Diego d'Alcalá, arredata con un grande dipinto raffigurante il santo attribuito ad Agostino Masucci.
Attualmente il Venerable English College ha attrezzato il convento con 50 stanze singole o doppie per un totale di 65 ospiti, ed utilizza ancora il refettorio settecentesco dei frati. Inoltre, il complesso è stato dotato di una piscina scoperta.